# 蒋先云
蒋先云（1902年—1927年），字湘耘，别号巫山，男，湖南新田人，中華民國军事将领，黄埔军校一期毕业，中国共产党党员。

## 生平
蒋先云是湖南省新田县大坪塘乡人。早年入保合小学读书，1917年考入湖南省立第三师范学校。“五四”期间，在毛泽东的领导下，任湘南学生联合会第一届总干事，与夏明翰、黄静源共同领导组织湘南25个县学生罢课运动。在校期间组织革命团体“心社”，创办《嶷麓警钟》月刊，传播新文化和马克思主义，是湘南革命组织之开端。蒋先云成长为湘南学生运动领袖，深得毛泽东赏识。
1921年，经毛泽东介绍，与黄静源、蒋啸清一同加入中国共产党。次年，受中共湘区委派至江西安源路矿，与李立三、刘少奇于1922年9月14日共同组织领导17,000余人参加的安源路矿大罢工，取得完全胜利，任安源路矿工人俱乐部党支部书记兼文书股长。之后受组织委派，到湖南水口山于1922年12月5日组织领导3,000余人参加的水口山铅锌矿工人大罢工，亦取得完全胜利（任俱乐部主任与党支部书记），邓中夏评价“其雄壮不亚于安源”，蒋先云成长为工人运动领袖。
1924年，由毛泽东介绍，在1,200余名来自全国各地的有志优秀青年中，以第一名成绩考入黄埔军校一期，与陈赓、贺衷寒共称“黄埔三杰”。 蒋先云在黄埔军校期间任中共黄埔特别支部第一任书记，成为周恩来最得力之助手。在校期间，在廖仲恺、周恩来的帮助下，创建中国青年军人联合会并任主席，在《中国军人》上发表革命军事文章8篇，在《廣州民國日報》上发表多篇反帝与宣传革命、反对独裁文章，成为黄埔军校最有影响力和威望的学生，影响了一大批青年军人（包括开国元帅徐向前、红军高级将领左权），很多有志青年军人把“青年军人联合会”作为他们革命精神的寄托，会员由开始的2,000多人迅速发展到20,000多人，活动范围由黄埔军校延展到在广东的军队和滇、桂、湘所设的军校，进而遍及全国，成为一代青年军人中大部分走革命道路的导航站。深得时任黄埔军校校长蒋介石、党代表廖仲恺、中共广东军委负责人兼黄埔军校政治部主任周恩来的赏识，是蒋介石最得意之学生，被誉为“黄埔奇才”。
在国共第一次合作期间做了大量有利于两党合作的政治活动，多次调和校内党争，多次力劝蒋介石与共产党合作。其间参加两次东征陈炯明、平定广州商团叛乱、平定杨希闵、刘震寰叛乱的战役。次年，以第一名成绩毕业，之后跟随北伐，任北伐军总司令部机要秘书，“北伐文告，多出其手”。旋任补充第五团团长。第二次北伐在讨伐奉系军阀张作霖时，任国民革命军第十一军二十六师七十七团党代表兼团长，1927年5月28日在河南临颖交战时阵亡。

## 纪念
周恩来、徐向前、恽代英、郭沫若、张发奎、高语罕、罗章龙均在不同时期发表悼词与纪念文章，中共中央刊物《向导》198期发表《悼蒋先云同志》一文，周恩来亲自主持追悼大会，国民革命政府追赠其为少将。
於民國59年（1970年）3月入祀臺北市國民革命忠烈祠之武烈士祠，並記載其“臨穎之役陣亡”，其牌位號碼為G5-05。